# Лозочний
Лозочний (Лазізний) (рос. Лозочный) — гірський струмок в Україні, у Рожнятівському районі Івано-Франківської області у Галичині. Правий доплив Манявки, (басейн Дністра).

## Опис
Довжина струмка 4,34 км, найкоротша відстань між витоком і гирлом — 3,34  км, коефіцієнт звивистості струмка — 1,3 . Струмок тече у гірському масиві Ґорґани.

## Розташування
Бере початок на північно-східних схилах безіменної гори (776,2 м). Тече переважно на північний схід через мішаний ліс, понад безіменною горою (606,0 м) і у селі Лоп'янка впадає у річку Манявку, ліву притоку Чечви.